# Volker Zotz
Volker Zotz (Landau in der Pfal, 1956. október 28. –) osztrák filozófus, író,  orientalista, jelentősen hatott rá a buddhizmus és a konfucianizmus. 1986-ban doktorált Bécsben. 1989-ben a Kiotó egyetem filozófia professzora. 1999-ben a Luxembourg egyetem filozófia professzora.

## Művei
- Zur Rezeption, Interpretation und Kritik des Buddhismus im deutschen Sprachraum vom Fin-de-Siècle bis 1930. Historische Skizze und Hauptmotive. Wien, 1986
- Freiheit und Glück. Buddhas Lehren für das tägliche Leben. München, 1987, ISBN 3-8138-0090-3
- André Breton. Rowohlt, Reinbek bei Hamburg, 1990, ISBN 3-499-50374-3
- Erleuchtung im Alltag. München 1990, ISBN 3-8138-0175-6
- Buddha. Rowohlt, Reinbek bei Hamburg 1991 ISBN 3-499-50477-4
- Der Buddha im Reinen Land. Shin-Buddhismus in Japan. Diederichs, München, 1991, ISBN 3-424-01120-7
- Geschichte der buddhistischen Philosophie. Rowohlt, Reinbek bei Hamburg, 1996, ISBN 3-499-55537-9
- Mit Buddha das Leben meistern. Buddhismus für Praktiker. Rowohlt, Reinbek bei Hamburg, 1999 ISBN 3-499-60586-4
- Konfuzius. Rowohlt, Reinbek bei Hamburg, 2000, ISBN 3-499-50555-X
- Auf den glückseligen Inseln. Buddhismus in der deutschen Kultur. Theseus, Berlin, 2000, ISBN 3-89620-151-4
- Die neue Wirtschaftsmacht am Ganges. Redline, Heidelberg, 2006, ISBN 3-636-01373-4
- Konfuzius für den Westen. Neue Sehnsucht nach alten Werten. O.W. Barth, Frankfurt am Main, 2007, ISBN 978-3-502-61164-6
- Die Suche nach einem sozialen Buddhismus. Kairos, Luxembourg, 2007, ISBN 2-9599829-6-7
- Business im Land der aufgehenden Sonne. Redline, Heidelberg, 2008, ISBN 978-3-636-01449-8
- Kamasutra im Management. Inspirationen und Weisheiten aus Indien. Campus Verlag, Frankfurt am Main, 2008, ISBN 978-3-593-38515-0

### Magyarul
- Maitréja. Elmélkedések a jövő Buddhájáról; ford. Gyenes József; Kőrösi Csoma Sándor Buddhológiai Intézet, Budapest, 1986